# Fulleren
Fulleren település Franciaországban, Haut-Rhin megyében. Lakosainak száma 337 fő (2022. január 1.). Fulleren Ballersdorf, Carspach, Saint-Ulrich, Hindlingen, Mertzen és Hirtzbach községekkel határos.

## Népesség
A település népességének változása:
| Lakosok száma | 338  | 342  | 353  | 342  | 341  | 339  | 340  | 338  | 337  |
|               | 2013 | 2015 | 2016 | 2017 | 2018 | 2019 | 2020 | 2021 | 2022 |